# Куммасках мак Фогартайг
Куммасках мак Фогартайг (др.‑ирл. Cummascach mac Fogartaig; умер в 797) — король Лагора (Южной Бреги; 786—797) из рода Сил Аэдо Слане.

## Биография
Куммасках был сыном правителя Лагора Фогартаха мак Куммаскайга. Он принадлежал к Уи Хернайг, одной из двух основных ветвей рода Сил Аэдо Слане. Король Фогартах погиб в 786 году в сражении с верховным королём Ирландии Доннхадом Миди, после чего Куммасках унаследовал власть над Лагором.
О правлении Куммаскаха мак Фогартайга почти ничего не известно. Единственное упоминание о нём в ирландских анналах — сообщение о его смерти в 797 году. В записях об этом событии Куммасках наделяется титулом «король части Бреги» (др.‑ирл. rí Deiscert Breg; то есть Южной Бреги).
После смерти Куммаскаха мак Фогартайга престол Лагора получил Айлиль мак Фергуса.